# ActRaiser
ActRaiser (アクトレイザー – Akutoreizā) ist ein Spiel für das Super Nintendo Entertainment System, das 1990 erstmals veröffentlicht wurde. Das Spiel ist eine Mischung aus Action in Jump-’n’-Run-Manier und Aufbauspiel, wie zum Beispiel im Spiel SimCity.

## Handlung
Die Ordnung der Welt wird durch eine Gottheit, bekannt als „Der Master“, aufrechterhalten. Tanzra, „Der Böse“, ist der ewige Gegenspieler des Master und möchte die Welt vernichten. Auf Tanzras Befehl griffen dessen sechs Wächter den Master an und trugen mit ihm einen mehrere Tage dauernden Kampf aus. Schwer verwundet zog sich der Master nach dem Kampf in seinen auf einer Wolke schwebenden Himmelspalast zurück, um dort seine Wunden zu versorgen. Er versiegelte den Palast und fiel in einen langen und tiefen Schlaf.
Tanzras Stunde war gekommen: er teilte die Welt in sechs Länder auf, jedes beherrscht von einem seiner Wächter. Der Master erwachte erst mehrere hundert Jahre später, von seinen Wunden geheilt, aber er hatte seine Macht verloren, nachdem sich die Menschen dem Bösen zugewandt hatten. Der Master entfernte das Siegel von seinem Palast und stellte sich der Aufgabe, die Welt von dem Bösen zu befreien.

## Spielverlauf
Das Spiel wechselt regelmäßig zwischen Jump-'n'-Run-ähnlichen Action-Anteilen und Abschnitten, die ähnlich einer Göttersimulation zu spielen sind. Die Spielfigur ist mit einem Schwert ausgerüstet, mit dem sie sich ihren Weg durch die wie bei einem Side-Scroller gestalteten Level bahnt. Diese werden von klassischen, der Mythologie entlehnten Monstern bevölkert. Sind diese erfolgreich besiegt worden, gilt es, den Endgegner des Levels zu schlagen. Ist dieses geschehen, öffnet sich auf der Simulationsebene ein neuer Abschnitt.
Der Spieler steuert hier als Gott einen Engel, der den Aufbau einer Stadt zu überwachen hat. Dabei sind angreifende Monster abzuwehren, die aus Erdhöhlen hervor kommen. Die Bevölkerung wird angewiesen, wo Straßen zu bauen sind, Häuser errichtet und Felder angelegt werden sollen. Ziel dabei ist es, sämtliche Höhlen zu verschließen, von denen aus die Monster auf die Oberwelt gelangt sind. Eine Erdhöhle wird dann versiegelt, wenn es den Menschen gelungen ist, eine Straße bis zu ihr zu bauen. In so einem Fall steigt das Bevölkerungswachstum. Je höher die Bevölkerungszahl und je zufriedener die Bewohner, desto eher besteht die Möglichkeit, dass sie ihrem Gott Geschenke darbringen. Die Geschenke wirken sich dann so aus, dass bestimmte Werte der Spielfigur erhöht werden. Ab einer bestimmten Bevölkerungsdichte, die erreicht ist wenn alle Erdhöhlen versiegelt sind, ereignet sich eine Katastrophe, die die Stadt bedroht, zum Beispiel der Ausbruch eines Vulkanes. Nun ist der zweite Jump 'n' Run Level dieses Abschnitts zu bestreiten. Wurde auch hier der Endgegner besiegt, ist dieser Teil der Welt endgültig vom Bösen befreit.
Bereits nach dem ersten Action-Level kann sich der Spieler mit einem riesigen fliegenden Palast über einen großen Kontinent bewegen. Auf diese Weise schwebt er zu den einzelnen Gebieten, um dort eine Zivilisation zu gründen und das Böse zu vertreiben. Wurden alle von Tanzra beherrschten Länder auf diese Weise befreit, hat der Master die Aufgabe erfüllt.

## Nachfolger und Neuveröffentlichungen
Dem Spiel folgte mit ActRaiser 2 eine Fortsetzung.
2004 kam das Spiel als Handyversion auf den Markt und beinhaltete die ersten drei Level des Originals. 2007 eröffnete sich den Wii-Besitzern die Möglichkeit, das Spiel für die Virtual Console herunterzuladen. Im Zuge der Nintendo Direct am 24. September 2021 wurde eine HD-Neuauflage mit dem Titel Actraiser Renaissance für die Nintendo Switch über den Nintendo eShop veröffentlicht.